# ليثارثا
بلدية ليثارثا (بالإسبانية: Lizarza) هي بلدية تقع في مقاطعة غيبوثكوا التابعة لمنطقة إقليم الباسك شمال إسبانيا.

## الديموغرافيا
بلغ عدد سكان بلدية ليثارثا 644 نسمة عام 2011 (وفقاً للمعهد الوطني للإحصاء الإسباني).
| 644 | 600 | 590 | 613 | 610 | 641 | 644 |